# Raión de Yavoriv
Raión de Yávoriv (en ucraniano: Яворівський район) es un raión o distrito de Ucrania en el óblast de Leópolis. Se ubica en el oeste de la óblast, en la frontera con Polonia. La capital es la ciudad de Yávoriv.
Comprende una superficie de 2373,2 km². Los límites del raión fueron definidos en 2020 mediante la fusión del hasta entonces raión de Yávoriv con el hasta entonces vecino raión de Mostyska.

## Subdivisiones
Desde la reforma territorial de 2020 comprende seis municipios: las ciudades de Yávoriv (la capital), Mostyska, Novoyávorivsk y Sudová Vyshnia, el asentamiento de tipo urbano de Ivano-Frankove y el municipio rural de Shehyni.

## Demografía
Según estimación de 2010, contaba con una población total de 122 200 habitantes en sus límites antiguos.

## Otros datos
El código KOATUU fue 4625800000. El código postal 81000 y el prefijo telefónico +380 3259.
En el Raión tiene su sede la 24.ª Brigada Mecanizada Independiente "Rey Daniel'